# Jonathan Williams (Leichtathlet)
Jonathan Robert Williams (* 29. August 1983 in Los Angeles, Vereinigte Staaten) ist ein ehemaliger belizischer Leichtathlet.
Er war auf den Hürdenlauf spezialisiert und trat bei den Olympischen Sommerspielen 2008 in Peking an sowie bei den Weltmeisterschaften 2007 in Osaka und 2009 in Berlin. Williams wurde in den USA geboren und erhielt dort seine Ausbildung an der University of California, Los Angeles. Erst 2006 entschied er sich für Belize anzutreten.

## Sport
Erste internationale Erfahrungen sammelte Williams bei den Zentralamerika- und Karibikspielen 2006 in Cartagena (Kolumbien). Bei den Zentralamerikaspielen 2007 in San José feierte er erste Erfolge mit einer Bronzemedaille im 100-Meter-Lauf und einer Goldmedaille über 400 m Hürden. Mit einer Zeit von 49,87 s stellte er seinen ersten Landesrekord auf, den er 2009 nochmals schlug. Außerdem konnte er bei den Leichtathletik-NACAC-Meisterschaften 2007 in San Salvador über 400 m Hürden eine Silbermedaille erringen. Er trat im selben Jahr auch noch bei den Panamerikanischen Spielen in Rio de Janeiro und den Weltmeisterschaften in Osaka an.
2008 trat er bei den Olympischen Spielen in den 400 m Hürden an. Er diente auch als Fahnenträger bei der Eröffnungszeremonie. Neue Erfolge erzielte er wieder bei den Zentralamerikaspielen 2009 in Guatemala-Stadt. Er errang die Silbermedaille über 110 m Hürden und die Goldmedaille über 400 m Hürden. Er stellte mit 49,73 s seinen Landesrekord von 2007 ein. Bei den Weltmeisterschaften 2009 kam er über 400 m Hürden auf Rang 27. 2010 errang er nochmals Erfolge bei den Zentralamerikaspielen in Panama. Er errang die Silbermedaille über 110 m Hürden und konnte mit einer Zeit von 50,53 s einen Wettbewerbs-Rekord über die 400 m Hürden erzielen (Goldmedaille). Sein letzter großer internationaler Wettkampf waren die Zentralamerika- und Karibikspiele 2010 in Mayagüez.